# Union soviétique aux Jeux olympiques d'hiver de 1976
Cet article contient des informations sur la participation et les résultats de l'Union soviétique aux Jeux olympiques d'hiver de 1976 à Innsbruck, en Autriche. L'Union soviétique était représentée par 79 athlètes. 
La délégation soviétique a récolté en tout 27 médailles : 13 d'or, 6 d'argent et 8 de bronze. Elle a terminé au 1er rang du classement des médailles.

## Médailles
| Médaille                            | Nom                                                                | Sport               | Compétition                      |
| ----------------------------------- | ------------------------------------------------------------------ | ------------------- | -------------------------------- |
| Médaille d'or, Jeux olympiques      | Nikolay Kruglov                                                    | Biathlon            | 20 kilomètres hommes             |
| Médaille d'or, Jeux olympiques      | Aleksandr Yelizarov Ivan Byakov Nikolay Kruglov Aleksandr Tikhonov | Biathlon            | Relais 4 × 7,5 kilomètres hommes |
| Médaille d'or, Jeux olympiques      | Équipe d'URSS de hockey sur glace                                  | Hockey sur glace    | Hommes                           |
| Médaille d'or, Jeux olympiques      | Lioudmila Pakhomova Aleksandr Gorchkov                             | Patinage artistique | Danse sur glace                  |
| Médaille d'or, Jeux olympiques      | Irina Rodnina Aleksandr Zaïtsev                                    | Patinage artistique | Couples                          |
| Médaille d'or, Jeux olympiques      | Tatyana Averina                                                    | Patinage de vitesse | 1 000 mètres femmes              |
| Médaille d'or, Jeux olympiques      | Tatyana Averina                                                    | Patinage de vitesse | 3 000 mètres femmes              |
| Médaille d'or, Jeux olympiques      | Yevgeny Kulikov                                                    | Patinage de vitesse | 500 mètres hommes                |
| Médaille d'or, Jeux olympiques      | Galina Stepanskaya                                                 | Patinage de vitesse | 1 500 mètres femmes              |
| Médaille d'or, Jeux olympiques      | Nikolay Bazhukov                                                   | Ski de fond         | 15 kilomètres hommes             |
| Médaille d'or, Jeux olympiques      | Sergey Savelyev                                                    | Ski de fond         | 30 kilomètres hommes             |
| Médaille d'or, Jeux olympiques      | Raisa Smetanina                                                    | Ski de fond         | 10 kilomètres femmes             |
| Médaille d'or, Jeux olympiques      | Nina Fiodorova Zinaida Amosova Raisa Smetanina Galina Kulakova     | Ski de fond         | Relais 4 × 5 kilomètres femmes   |
| Médaille d'argent, Jeux olympiques  | Vladimir Kovalev                                                   | Patinage artistique | Hommes                           |
| Médaille d'argent, Jeux olympiques  | Irina Moïsseïeva Andrei Minenkov                                   | Patinage artistique | Danse sur glace                  |
| Médaille d'argent, Jeux olympiques  | Valery Muratov                                                     | Patinage de vitesse | 500 mètres hommes                |
| Médaille d'argent, Jeux olympiques  | Yury Kondakov                                                      | Patinage de vitesse | 1 500 mètres hommes              |
| Médaille d'argent, Jeux olympiques  | Yevgeny Belyaev                                                    | Ski de fond         | 15 kilomètres hommes             |
| Médaille d'argent, Jeux olympiques  | Raisa Smetanina                                                    | Ski de fond         | 5 kilomètres femmes              |
| Médaille de bronze, Jeux olympiques | Aleksandr Yelizarov                                                | Biathlon            | 20 kilomètres hommes             |
| Médaille de bronze, Jeux olympiques | Nina Fiodorova                                                     | Ski de fond         | 5 kilomètres femmes              |
| Médaille de bronze, Jeux olympiques | Nikolay Bazhukov Yevgeny Belyaev Ivan Garanin Sergey Savelyev      | Ski de fond         | Relais 4 × 10 kilomètres hommes  |
| Médaille de bronze, Jeux olympiques | Tatyana Averina                                                    | Patinage de vitesse | 500 mètres femmes                |
| Médaille de bronze, Jeux olympiques | Tatyana Averina                                                    | Patinage de vitesse | 1 500 mètres femmes              |
| Médaille de bronze, Jeux olympiques | Valery Muratov                                                     | Patinage de vitesse | 1 000 mètres hommes              |